# 5 stars
„5 старс“ или срещано на латиница като „5 stars“ е музикално шоу излъчвано по bTV. Водещи са Светозар Христов, Лора Владова, Владимир Димов, Надя Казакова и Любена Нинова, които са открития от Шоуто на Слави от музикалните проекти „Аз пея в Ку-ку бенд“ през 2004 г. и „Музикална академия Ку-ку бенд“ през 2005 г. В първия сезон на предаването водещ е и Росен Петров.

## Сезони
| Сезон | Сезон | ТВ канал | Година | Старт         | Финал         |
| ----- | ----- | -------- | ------ | ------------- | ------------- |
|       | 1     | bTV      | 2005   | 11 април 2005 | 27 юни 2005   |
|       | 2     | bTV      | 2005   | октомври 2005 | декември 2005 |
|       | 3     | bTV      | 2006   | март 2006     | юни 2006      |

## Първи сезон
Първото предаване е излъчено на 11 април 2005 и са излъчени 12 епизода. Първия сезон на шоуто се снима в студиото на bTV. В шоуто гостуват известни личности, а петимата водещи им дават кратко интервю, след което изпълняват 5-те му любими песни.

## Втори сезон
Втория сезон на шоуто се излъчва през есента на същата година под името „5 stars: Продължението“. Той е заснет във виртуално студио с 3D ефекти, като сюжета на шоуто е сменен. В него водещите стават репортери и интервюират хора от различни социални групи, съсловия и гилдии за изпълнителя. Предпочитаните песни са определени чрез проучване от специално наета социологическа агенция. В предаването гостува виден представител на анализираната група, а за негово удоволствие пее някой от фаворитите на гилдията.

## Трети сезон
Третия и последен сезон на шоуто е през пролетта на 2006 г., отново пред публика. С началото на третия сезон предаването променя интрото и мелодията.